# Töllingarna
Töllingarna är öar i Åland (Finland). De ligger i den västra delen av landskapet, 29 km väster om huvudstaden Mariehamn.